# Saint-Morillon
Saint-Morillon – miejscowość i gmina we Francji, w regionie Nowa Akwitania, w departamencie Żyronda.
Według danych na rok 1990 gminę zamieszkiwało 846 osób, a gęstość zaludnienia wynosiła 41 osób/km² (wśród 2290 gmin Akwitanii Saint-Morillon plasuje się na 495. miejscu pod względem liczby ludności, natomiast pod względem powierzchni na miejscu 508.).